# Hafnia
Hafnia – rodzaj fakultatywnie beztlenowych bakterii Gram ujemnych. Jedynym gatunkiem należącym do tego rodzaju jest Hafnia alvei. Jest to bezotoczkowa, urzęsiona bakteria występująca powszechnie w środowisku (gleba, woda, ścieki), a także w kale i produktach mlecznych. Rzadko wykazuje patogeniczność. Może wywołać biegunkę.
Bakterie te mają zdolność ruchu, dają pozytywny test na obecność katalazy, dekarboksylazy ornityny i lizyny; negatywny na obecność oksydazy. Mogą rozwinąć się w przewodzie pokarmowym pszczół i powodować biegunkę bakteryjną u dorosłych pszczół.
Doustne przyjmowanie bakterii Hafnia alvei wpływa na regulację apetytu za pośrednictwem mikrobiomu oraz towarzyszy osobom z nadwagą w regularnej utracie wagi wspierając zmiany zachowań żywieniowych